# مردخاي بيبي
مردخاي بيبي هو كاتب ومحامي وسياسي إسرائيلي، ولد في 1 يوليو 1922 في بغداد في العراق. نشط حزبياً في معراخ ثُمَّ حزب العُمَّال ثُمَّ عاد إلى معراخ. وقد انتخب عضو الكنيست ‏ (30 نوفمبر 1959 – 21 يناير 1974).